# Plechelmo
Plechelmo, o Plechelm (Irlanda, VII secolo – Sint Odiliënberg, 713), è stato un vescovo e missionario irlandese.

## Agiografia
Plechelmo era originario dell'Irlanda (o della Scozia, secondo alcuni) dove divenne vescovo; verso la fine del VII secolo partì come missionario per la Bassa Mosa (Paesi Bassi), insieme al vescovo Wirone e al diacono Odgero, per evangelizzare i Frisoni. Pipino di Herstal, maggiordomo d'Austrasia, donò loro una terra, chiamata Petersberg (Mons Sancti Petri), presso Roermond, nella provincia di Overijssel, dove i tre missionari fondarono un monastero chiamato poi Sint Odiliënberg (695-700). I tre missionari condussero nel monastero una vita esemplare ed apostolica fra le popolazioni ancora non cristiane. 
Plechelmo morì nel 713.

## Culto
Plechelmo fu venerato come santo subito dopo la morte, insieme ai due compagni di missione, Wirone e Odgero. I pellegrinaggi alla tomba di Sint Odiliënberg furono frequenti specie nel Medioevo e continuano tuttora.
Le reliquie dei tre santi scomparvero ai tempi della Riforma protestante e furono ritrovate solo nel 1594; le reliquie di san Plechelmo si venerano ad Oldenzaal e a Roermond, nell'attuale provincia del Limburgo nei Paesi Bassi. 
Il Martirologio Romano lo ricorda il 15 luglio: A Roermond sulla Mosa in Austrasia, negli odierni Paesi Bassi, san Plechelmo, vescovo, che, originario della Northumbria, annunciò a molti le ricchezze di Cristo.